# صموئيل فاربر
صموئيل فاربر (بالإنجليزية: Samuel Farber)‏ هو عالم سياسة وأستاذ جامعي أمريكي، ولد في 1939 في Marianao ‏ في كوبا.